# کارملو گوینچیا
کارملو گوینچیا (انگلیسی: Carmelo Goyenechea; ۱۸ ژوئن ۱۸۹۸ – ۱۰ نوامبر ۱۹۸۴) بازیکن فوتبال اهل اسپانیا بود.
از باشگاه‌هایی که در آن بازی کرده‌است می‌توان به باشگاه فوتبال اتلتیک بیلبائو اشاره کرد.
وی همچنین در تیم ملی فوتبال اسپانیا بازی کرده‌است.